# Košiški okraj
Košiški okraj (slovaško Košický kraj, madžarsko Kassai kerület, ukrajinsko Кошицький край) je upravna enota (okraj) najvišje ravni upravne delitve Slovaške. Leži na jugovzhodu države in meji na jugu na Madžarsko in na vzhodu na Ukrajino, od ostalih slovaških okrajev pa na severu na Prešovski in zahodu na Banskobistriški okraj. Skupaj s Prešovskim okrajem tvori kohezijsko regijo Vzhodna Slovaška.
S površino 6754,3 km² je četrti največji slovaški okraj, po popisu leta 2021 je imel 782.216 prebivalcev. Glavno mesto so Košice, s približno 240.000 prebivalci drugo največje mesto na Slovaškem, kjer živi skoraj tretjina prebvalcev okraja.
Na severu in jugozahodu, kjer se razprostirajo obronki slovaških Tater, je površje hribovito, preostanek je nižinski. Od naravnih vrednot izstopa območje slovaškega krasa, ki je zaščiteno kot narodni park, jame Aggteleškega krasa in slovaškega krasa pa so vpisane tudi na seznam Unescove svetovne dediščine. Košice so najpomembnejše gospodarsko in kulturno središče, glavna gospodarska panoga je industrija, medtem ko v preostanku okraja prevladuje kmetijstvo; polovico celotne površine predstavljajo obdelovalna zemljišča. Potencial ima tudi turizem, poleg naravnih lepot je v okraju več pomembnih zgodovinskih znamenitosti, Levoča, Spiški grad in z njima povezani kulturni spomeniki na meji s Prešovskim okrajem imajo status Unescove svetovne kulturne dediščine.

### Demografija
| Leto          | 1994    | 2004    | 2014    | 2024    |
| ------------- | ------- | ------- | ------- | ------- |
| Število ljudi | 753.849 | 770.508 | 795.565 | 778.799 |
| Razlika       |         | +2,20 % | +3,25 % | −2,10 % |

| Leto          | 2023    | 2024    |
| ------------- | ------- | ------- |
| Število ljudi | 779.073 | 778.799 |
| Razlika       |         | −0,03 % |

## Okrožja
Košiški okraj se deli na 11 okrožij (okres).
- Gelnica
- Košice I
- Košice II
- Košice III
- Košice IV
- Košice - okolie
- Michalovce
- Rožňava
- Sobrance
- Spišská Nová Ves
- Trebišov

Okrožja se nadalje delijo na 440 občin, od tega 17 urbanih.